# 蘇納區

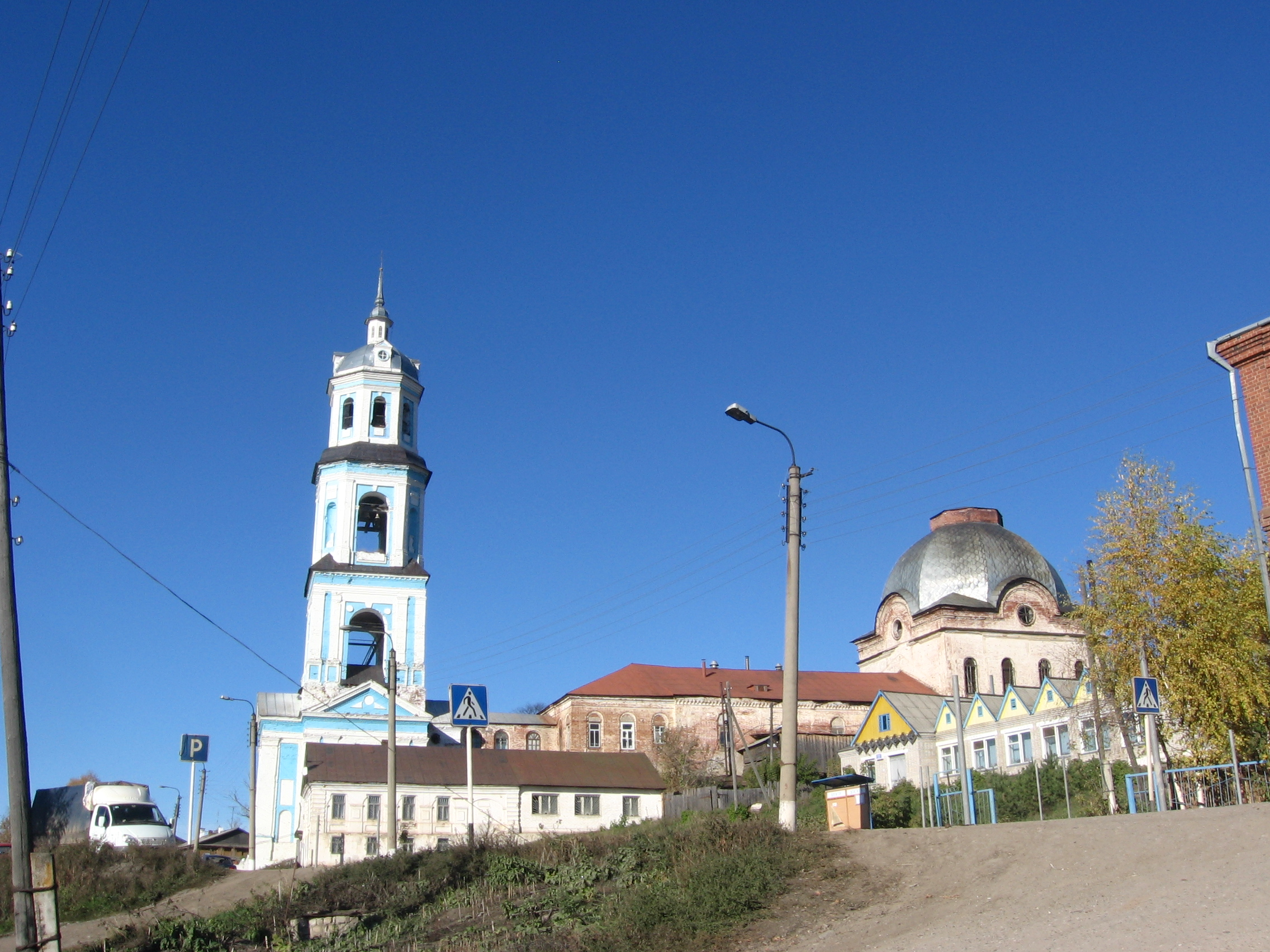

57°50′09″N 50°05′10″E / 57.83583°N 50.08611°E
蘇納區（俄语：Сунский район），是俄羅斯的一個區，位於該國西部，由基洛夫州負責管轄，面積約1,260平方公里，2010年該地區人口6,784，人口密度每平方公里5.38人。